# Рудник Дорсет-Флет
Рудник Дорсет-Флет – колишній гірничодобувний майданчик на австралійському острові Тасманія. 
В першій половині 1940-х узялись за організацію видобутку олова на лівобережжі річки Рінгарума, в місцевості Дорсет-Флет. Для цього сюди перемістили багатоківшевий земснаряд, що у 1937 – 1941 роках працював над видобутком золота в копальні Редбенк (штат Вікторія). Монтаж обладнання на понтоні провели в 1943 – 1944 роках. Земснаряд мав розміри 60х18 метрів, важив біля 1000 тонн та використовував 20 електричних моторів загальною потужністю 0,51 МВт.
Первісно земснаряд належав уряду Австралії, допоки в 1962-му не був проданий компанії Story’s Creek.
В 1963-му видобуток перемістили на новий майданчик, що знаходився на правоберіжжі Рінгарума за десяток кілометрів на північ від попереднього. Тут треба було провадити вибірку руди з більшої глибини, тому обладнання змонтували на новому, довшому понтоні, що дозволяло збільшити довжину ланцюга з ківшами.
В 1980-му на тлі падіння цін на олово розробку припинили. На цей час з початку діяльності на Тасманії земснаряд провів виібрку 23 млн м3 грунту, що дозволило отримати 2450 тонн олова. 
Із залишеного на зберігання земснаряду почали знімати обладнання, а в 1988-му під час повені він перекинувся на бік.